# Barítono (saxotrompa)

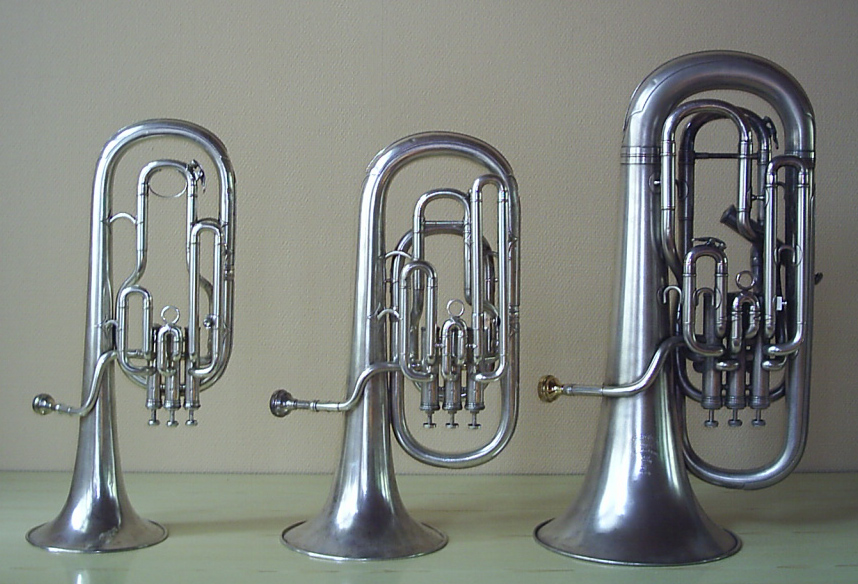
Uma saxotrompa alto, um barítono e um eufónio.

O barítono é um instrumento musical pertencente à família das saxotrompas.
Foi inventado por Adolphe Sax em 1848.

## A História do barítono
Tal como toda a família das saxotrompas, o barítono tem como base a trompa de postilhão, à qual foi adicionada um sistema de pistões.
A invenção das válvulas/pistões, atribuída a Heinrick Stozel e a Friederich Blushmel, por volta de 1815, revolucionou o design dos metais. O sitema de válvulas foi um sucesso pois facilitou na afinação e na extensão do instrumento. Este sistema foi utilizado pela primeira vez em 1823 no tenorbasshorn que era uma trompa idêntica ao eufónio[carece de fontes?].
Entre 1842 e 1845 Adolph Sax produz a família das saxtrompas. Estes instrumentos de válvulas compreendem, entre outros, a saxotrompa barítono (baritone saxhorn) em Si b  e a saxotrompa baixo (bass saxhorn) em Mi b.
Em 1859 e posteriormente em 1870 o professor Phasey, professor de Eufónio e Barítono, melhorou o instrumento alargando o tubo.
É a partir da década de 1870 que o barítono assuma a sua estrutura actual.